# الحرب القذرة
الحرب القذرة (بالإسبانية: Guerra Sucia) هو مصطلح يستعمل من قبل المجلس العسكري أو الدكتاتورية العسكرية الوطنية للأرجنتين ويشير المصطلح للفترة التي عانت منها الأرجنتين من إرهاب الدولة المدعوم من قبل الولايات المتحدة من عام 1976 إلى 1983 والتي كانت جزءًا مما يعرف بعملية كوندور، والتي لاحقت خلالها كلٌّ من القوات العسكرية الأمنية وفرق القتل اليمينية المتمثلة بالتحالف الأرجنتيني ضد الشيوعية (تعرف أيضًا باسم تريبل إيه أو إيه إيه إيه) كل المنشقين السياسيين وأي شخص يُعتقد بانتمائه للاشتراكية أو لليسارية البيرونية أو للحركة المونتونيرية.
اختفى ما يقارب 9,000 إلى 30,000 شخصًا خلال هذه الفترة، ولم يتم الإبلاغ رسميًا عن أغلبهم بسبب طبيعة الدولة الإرهابية.  كانت ذريعة النظام الانقلابي هو محاربة النشاط المسلح للمونتونيريين والجيش الثوري الشعبي، إلا أن الهدف الحقيقي وراء عملية كوندور هو قمع كل من الطلاب والمكافحين والنقابيين والكتّاب والصحفيين والفنانين وأي مواطن يشتبه بكونه ناشطًا يساريًا، ومن ضمنهم العصابات البيرونية. تضمّن الأشخاص المختفون (وهم الضحايا الذين تعرضوا للخطف والتعذيب والقتل وأخفيت جثثهم من قبل الحكومة العسكرية) أولئك الذين يُعتقد بتشكيلهم خطرًا سياسيًا أو أيديولوجيًا على الحكومة العسكرية، أو مناهضًا للسياسات الاقتصادية النيوليبرالية والمفروضة من قبل عملية كوندور. قُتل هؤلاء كمحاولة من الحكومة العسكرية لقمع المعارضة الاشتراكية والسياسية. يقبع الكثير من أعضاء الحكومة العسكرية في السجن حاليًا بسبب ارتكابهم جرائم ضد الإنسانية وعمليات إبادة جماعية.

## نظرة عامة

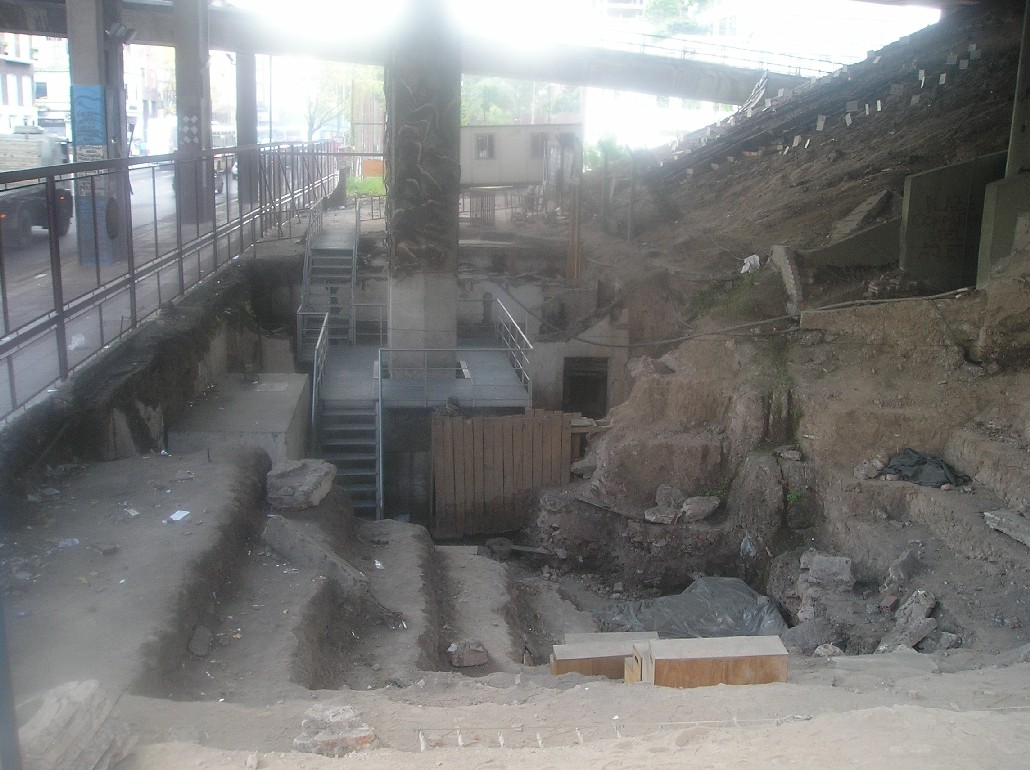
حفريات مركز الاحتجاز السري السابق لنادي أتلتيكو، باسيو كولون 1200، مدينة بوينس آيرس

في العقود التي سبقت انقلاب عام 1976، ناهضت القوى العسكرية الأرجنتينية، مدعومة من قبل المؤسسة الأرجنتينية، حكومة خوان دومينجو بيرون الشعبية وحاولت الانقلاب عليها مرتين، كانت الأولى في عام 1951 والثانية في عام 1955 لكنها لم تُفلح في ذلك حتى عام 1976. بعد استلامها لزمام الحكم، حُظرت الحركة البيرونية من قبل القوات المسلحة. ساهم هذا القرار في تنظيم حركة بيرونية معارضة تشكلت في محال العمل وفي النقابات، نتيجة لرغبة الطبقات العاملة المحافظة على المنجزات الاجتماعية والاقتصادية المكتسبة خلال فترة حكم الرئيس بيرون. وبمرور الوقت، وبعد استعادة النظام الديموقراطي بشكلٍ جزئي، لم تف الحكومة بوعدها بشأن تشريع حرية التعبير السياسي للبيرونيين، ما أدى لتكوين عصابات عملت في ستينيات القرن العشرين، تحت مسمى الأوتورونكوس وجيش عصابات الشعب. دُحرت هاتان الحركتان الصغيرتان بسرعة.
عند عودة بيرون من المنفى في عام 1973، حددت مجزرة إيزيزا نهاية التحالف بين الفصائل البيرونية اليمينية واليسارية. في عام 1974، تخلى بيرون عن دعمه للمونتونيريين وذلك قبل مدة قصيرة من موته. انبثقت القوات شبه العسكرية وفرقة القتل المعروفة بالتحالف الأرجنتيني ضد الشيوعية (تعرف أيضًا باسم تريبل إيه أو إيه إيه إيه) خلال فترة رئاسة إيزابيل زوجة الرئيس السابق بيرون. في عام 1975، وقّعت إيزابيل مجموعة من المراسيم الجمهورية لتمكين القوات العسكرية والشرطة من «إبادة» النشطاء اليساريين. في عام 1976، أُطيح بحكومتها كجزء من عملية كوندور العسكرية الانقلابية والتي كانت تحت قيادة الجنرال خورخه رافائيل فيديلا.
نظم المجلس العسكري، والذي أطلق على نفسه اسم حركة إعادة تنظيم البلاد، حملات قمع للمنشقين السياسيين (أو من يُعتبر كذلك) من خلال القوى الحكومية العسكرية والأمنية. كانوا مسؤولين عن اعتقال وتعذيب وقتل و/أو إخفاء قسري لما يقارب 30,000 شخص. تحكم المجلس العسكري بمستقبل الأرجنتين بشكل ديكتاتوري. مُنح المجلس العسكري 50 مليون دولار أميركي بمنحة عسكرية أميركية. كانت هناك مجموعة أخرى من اليمين المتطرف والتي كانت مسؤولة عن قتل الكثيرين، عُرفت باسم بالتحالف الأرجنتيني ضد الشيوعية أو تريبل إيه. قاد وزير الرعاية الاجتماعية، خوسيه لوبيز ريغا، قوات تريبل إيه والذي استعملهم كفرقة قتل نظامية. استهدف المجلس العسكري وفرفة تريبل إي كلًا من الشباب المهنيين وطلاب الإعداديات والكليات وأعضاء النقابات. أصبح هؤلاء الأشخاص أهدافًا رئيسية لهم بسبب انخراطهم في مؤسسات سياسية مستغلين عمل الجماعة اليمينية. 
جرت الاغتيالات في داخل الأرجنتين من خلال إطلاق النار الجماعي على الناس ورمي المواطنين الأحياء من الطائرات ليلاقوا حتفهم غرقًا في المحيط الأطلسي الجنوبي. بالإضافة لذلك، احتُجز 12,000 سجين، لم يُحكم على غالبيتهم من خلال عمليات قانونية أصولية، في مجموعة تتألف من 340 معسكرًا سريًا موزعين في مناطق مختلفة من الأرجنتين. تحالفت قوات تريبل إيه مع الجيش والقوات البحرية والقوات الجوية لإرهاب السكان. نفذت مجموعة من كابتنات القوة البحرية، مثل أدولفو سكيلينغو، عددًا هائلًا من عمليات الإعدام. أُكّد أن هذه الأعمال كانت ضد الضحايا الذين عُرفوا باسم (المفقودون) لأنهم اختفوا ببساطة دون أي تفسير من قبل سكيلينغو، والذي اعترف بشكل علني بمشاركته في الحرب القذرة، مبينًا أن الجيش الأرجنتيني «قام بأشياء أسوأ من تلك التي قام بها النازيون». في عام 1983، أجبرت اللجنة الوطنية للمفقودين سكيلينغو على الإدلاء بشهادته حول ما حصل إذ بيّن كيفية «تخدير السجناء، ووضعهم في طائرات عسكرية، ومن ثم رميهم في المحيط الأطلسي وهم عراة وشبه فاقدين للوعي». لم يُعثر على أي دليل أو سجل يوثق اختفاء غالبية هؤلاء الذين قتلوا بهذه الطرق التعسفية.
سمى المجلس العسكري سياسته في قمع المعارضين باسم حركة إعادة تنظيم البلاد. شكلت القوات العسكرية والأمنية الأرجنتينية فرق موت شبه عسكرية تعمل خلف الخطوط الأمامية كوحدات شبه عسكرية مستقلة. نسقت الأرجنتين أفعالها مع بلدانٍ ديكتاتورية أخرى في أميركا الجنوبية كما حصل في عملية كوندور. واجهت الحكومة العسكرية سخطًا جماهيريًا واسعًا ومشاكل اقتصادية شديدة، ما دفعها لمحاولة إعادة شعبيتها من خلال احتلال جزر فوكلاند. خسرت الحكومة العسكرية ما تبقى من هيبتها بعد دحرها في معركة جزر فوكلاند من قبل الجيش البريطاني، مجبرةً إياها على التنحي بصورة مخزية وسامحةً بإقامة انتخابات حرة في عام 1983.

## تورط الولايات المتحدة مع المجلس العسكري
على الرغم من أن ستة مواطنين أمريكيين على الأقل قد "اختفوا" على يد الجيش الأرجنتيني بحلول عام 1976، إلا أن كبار المسؤولين في وزارة الخارجية، بما في ذلك وزير الخارجية آنذاك هنري كيسنجر، دعموا سراً الحكام العسكريين الجدد في الأرجنتين.

### استعادة الديموقراطية ومحاكمة المجلس العسكري

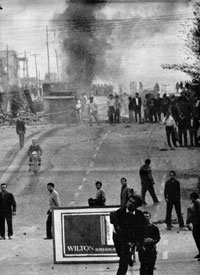
مدينة کوردوبازو، 29 مايو 1969

انتُخبت الحكومة الديموقراطية برئاسة راؤول ألفونسين في عام 1983. شكل ألفونسين اللجنة الوطنية للمفقودين للتحقيق في الجرائم التي ارتُكبت خلال الحرب القذرة، وسمعت شهادات من مئات الشهود وبدأت برفع قضايا ضد الجُناة. شكلت اللجنة محكمة مستقلة لضمان محاكمة المتهمين بشفافية تامة، وعُقدت جلسة محاكمة المجلس العسكري في عام 1985. حوكم ما يقارب 300 شخص، ووجه الاتهام لكثير من القادة المسؤولين وأُدينوا وحُكم عليهم كنتيجة لجرائمهم.
عارضت القوات الأرجنتينية المسلحة تقديم عدد آخر من منتسبيها للمحاكمات، مهددة القيادة المدنية بانقلاب آخر. في عام 1986، مررت القوات العسكرية قانون إنهاء محاكمة العسكريين بشكل قسري، والذي وضع حدًا للأفعال السابقة وأنهى محاكمة المسؤولين عن الجرائم التي ارتكبها مجلس إعادة تنظيم البلاد. حكم الرئيسان الأرجنتينيان الأولان على اثنين فقط من القادة الرئيسيين للحرب القذرة. نصّ قانون إنهاء محاكمة العسكريين على أن الجنود الذين شاركوا في عمليات التعذيب كانوا يقومون بعملهم فقط. في عام 1994، امتدح الرئيس كارلوس مينيم القوات العسكرية في «حربها ضد الأعمال التخريبية».

### إبطال القوانين
في عام 2003، أبطل الكونغرس قوانين العفو، وفي عام 2005 حكمت المحكمة العليا بأنها غير دستورية. أعادت الحكومة الأرجنتينية برئاسة نيستور كيرشنير فتح التحقيق في الجرائم ضد الإنسانية وجرائم الإبادة الجماعية في عام 2006 وبدأت بمحاكمة المسؤولين العسكريين والأمنيين.